# ゴトランド (巡洋艦)
ゴトランド（スウェーデン語: HM Kryssare Gotland）は、スウェーデンの巡洋艦。艦名はゴットランド島に由来する。

## 概要
ゴトランドはバルト海での行動を前提とし、1934年末に航空巡洋艦（flygplankryssare）として竣工した。1944年に防空巡洋艦に改装された。第二次世界大戦が終わると、練習艦や防空指揮艦として運用された。
諸外国からも航空巡洋艦として認識され、日本海軍の利根型重巡洋艦や、修理改装後の最上に影響を与えた。
排水量の問題もあり、装甲防御・兵装・機関性能については抑制せざるを得ず、航空巡洋艦というよりは高速重武装の水上機母艦という性格が強い。
1941年（昭和16年）5月20日、ゴトランドはライン演習作戦により大西洋に向かおうとしたドイツ海軍の戦艦ビスマルクと重巡プリンツ・オイゲンを発見、本国に通報し、イギリス海軍によるビスマルク撃沈に貢献した。

## 設計
1925年国防法によって陸軍、海軍の航空隊からスウェーデン空軍が設立され、艦載機による防空が検討された。しかし、空軍の保有機に防空に適した機体はなく、艦載機の目的を弾着観測や追跡とする観測機に変更した。1925年には、航空巡洋艦2隻の建造が検討された。研究は継続され、1926年12月に航空巡洋艦としてカタパルト2基、水上機12機を搭載する4,500 tの小型「航空母艦」（水上機母艦）が提案されたが、この提案は採用されなかった。
1927年、15.2 cm連装砲3基6門、カタパルト2基、露天繋止により水上機8機を搭載する排水量5,500 t、速力28 ktの航空巡洋艦が提案され、リクスダーゲンで承認された。1,650万スウェーデン・クローナ（2009年度の価値で6億3700万スウェーデン・クローナ相当）の予算が付された。しかし、この計画は予算不足で変更を余儀なくされた。全長を10 m縮小し、砲塔2基、カタパルト1基とし、速力を27.5 ktに低下させ、排水量を700 t減ずる設計変更が行われた。
1929年、スウェーデンは海防戦艦ドリスティゲーテン の兵装を撤去して飛行甲板を設置、水上機母艦に改造した。この方式が有効と認められ、本艦に生かされた。
1930年（昭和5年）6月7日、ヨーテボリのヨータヴァルケン造船所と建造契約が締結された。また、リンドホルメンス造船所が副契約社となった。

## 構造

### 艦形
船体形状はクリッパー型艦首から艦尾まで緩やかに傾斜する平甲板型船体である。艦首甲板に15.2 cm連装主砲塔が1基、その後ろに下部に司令塔を組み込んだ二層式の箱型艦橋の両脇には片舷1基ずつのケースメイト配置で15.2 cm単装砲を配置した。艦橋の後部に簡素な単脚式のマストが立ち、その後方に傾斜した2本煙突の周囲が艦載艇置き場となっていた。2番煙突の背後に見張り所と75 mm連装砲が、その下方にある甲板に53.3 cm三連装水上魚雷発射管が片舷1基ずつ計2基配置された。後部甲板上に15.2 cm連装主砲塔が後ろ向きに1基が配置された。その後ろの甲板に格納庫と飛行甲板を設け、旋回式カタパルト、水上機、クレーンが配された。トランサム型の艦尾構造にはハイン・マットを備えた。

### 艦体
造船所は軽量となる溶接による建造を提案したが、海軍はリベットによる建造と比べて実証されていないと考え、実績のあるリベットが採用された。模型を作成して試験を行い、水の抵抗を減らすためバルバス・バウを設け、舷側の角度を調整、二重船殻（せんこく）と区分化された水密構造を備えた。
推進器は、エレンスコルド級駆逐艦の発展型を搭載した。ペノエ製重油ボイラー4缶でラバル製出力33,000 hpの蒸気タービン2基を駆動して2軸推進を行い、速力は27.5 ktに達した。

### 水上機運用
飛行甲板は後部甲板上に設けられ、通常の運用で飛行甲板に水上機8機が搭載可能であった。加えて後部甲板と飛行甲板の間の格納庫に3機を格納可能であったが、この場合はカタパルトの運用は不可能となっていた。水上機は、イギリス製のホーカー オスプレイ水上偵察機のライセンス版であるS9を運用した。6機しか発注しておらず、これが実際の搭載機数となっていた。原型機はロールス・ロイス ケストレル液冷エンジンを搭載したが、スウェーデン海軍が自国で製造した機体は空冷ペガサスエンジンを装備した。1934年末までに、輸入機とライセンス機をあわせて24機が揃ったという。
当初案では両舷に備える予定が1基となったカタパルトは、ドイツハインケル製のものが艦の中心線上、後部砲塔の直後に配置された。これは22mの長さを持ち、圧縮空気を用いて時速100kmで機体を射出することができた。機体は軌条によってカタパルトまで牽引され、相互に干渉することは避けられていた。
機体の回収は、艦尾側に設けられた揚収用クレーンを用いて行われた。海況が穏やかではない場合はハイン・マット（Hein mat、スウェーデン呼称スレープシーゲル（Släpsegel））での揚収が可能であった。ハイン・マットは、洋上に着水した水上機を航行しながら収容するための装置である。その名の通り耐水性の生地で出来た帯状のマットレスを艦尾から流し、水上を滑走する水上機がそのマットの上に乗ることで機体を安定させ、クレーンで揚収するものである。

### 武装
主砲はスウェーデンボフォース社のボフォース M/30 15.2cm砲（55口径）を採用した。艦首から箱型の連装砲塔形式で1基2門、艦橋の両脇前方にケースメイト（砲郭）配置で片舷1門ずつ計2門、後部甲板上に後ろ向きの連装砲塔で1基2門を配置した。その性能は砲塔形式とケースメイト配置で異なり、砲塔形式の最大仰角は対空戦闘を考慮して最大60度まで確保され、射程は18,000 mに達した。一方、ケースメイト配置形式の性能は、室内配置のため砲塔のものよりも制限が大きかった。
高角砲としてボフォース 75 mm（60口径）砲を連装砲架で後部見張り所と15.2 cm後部主砲塔の間に1基2門、単装砲架で2本煙突の間に片舷1門計2門を配置した。これは、手動で操作された。近接対空兵装としてボフォースm/32 25mm機関砲を単装砲架で艦橋両舷に各1門計2門、艦橋構造物後方に2門の合計4門を備えた。さらに、8mm機銃4挺も備えた。53.3cm三連装魚雷発射管を片舷1基ずつ計2基を配置、さらに機雷を80個から100個搭載して艦尾からの投下が可能であった。

## 艦歴
1933年9月14日、進水。公試とカタパルトの装備がなされた後、1934年12月14日に就役、装備試験のためカールスクルーナへ回航された。就役後は沿岸艦隊の旗艦として駆逐艦4隻を率い、冬期（12月から4月）には長期航海を行った。
第二次世界大戦勃発時、本艦はスウェーデンが保有していた唯一の巡洋艦であった。ヴェーザー演習作戦によりノルウェーやデンマークにナチス・ドイツが侵攻した1940年4月9日には、ゴトランドはストックホルム海軍基地で整備中であった。ゴトランドは、大戦中スウェーデン海軍の最大戦力である沿岸艦隊に所属し続けた。この間、1940年1月にS9を1機事故により喪失している。
1941年5月中旬、ドイツ海軍はライン演習作戦を発動し、ビスマルク級戦艦のビスマルク（ギュンター・リュッチェンス提督旗艦）と、アドミラル・ヒッパー級重巡洋艦のプリンツ・オイゲン (Prinz Eugen) を大西洋での通商破壊作戦に投入した。5月18日夜、重量艦2隻と随伴駆逐艦はゴーテンハーフェンを出撃し、バルト海を航行してノルウェー西岸を目指した。
5月20日昼、カテガット海峡で砲撃演習を行っていたゴトランドは、スウェーデン領海を越えて北上するビスマルク部隊を視認した。ゴトランドが訓練中に偶然ビスマルク部隊と遭遇したのか、それとも情報機関に教えられて意図的にビスマルク部隊に接触したのかは、定かではない。天候は快晴で、ビスマルク部隊は漁船群をよけながら航海する羽目になっていた。ゴトランドは午後1時頃からビスマルク部隊に触接し、しばらく同航する。ビスマルクもゴトランドを視認した。ゴトランドから情報が漏れることを懸念したリュッチェンス提督は、同艦との遭遇および陣形が通報されたことを本国に報告したが、ドイツ海軍上層部は「スウェーデンは完全中立だから心配ない」と返答した。ところがゴトランドは、ビスマルクとの遭遇を通報していた。この情報は西海岸海軍司令部に伝達され、ストックホルム駐在の海軍武官を通じてイギリスにもたらされた。
一方、航空機の発展によりゴトランドの搭載機であるS9（ホーカー オスプレイ）が旧式化し、有用な装備ではなくなっていた。1943年から1944年にかけて新型機への更新が検討され、S12（He 114）とS17BS（サーブ 17水上機型）が候補となった。しかし、機体重量増加のためカタパルトの更新が必要であることから戦時下において現実的な選択ではなく、防空巡洋艦への改装が決定された。
航空艤装は全て撤去され、先にスヴァリイェ級海防戦艦に装備されたものと同じ砲安定装置付きの40mm m/36機関砲を連装で3基6門とこれに加えて手動で1基2門、さらに20mm m/40機関砲2門が追加された。S9は沿岸から運用され、1947年12月2日まで運用された。
第二次世界大戦が終わると訓練に用いられ、10回の航海を行った後の1953年に再度改装が行われた。25 mm機関砲単装2門を除く全ての対空火器とケースメイト内の15.2 cm単装砲を撤去し、レーダー、航空管制機器、40 mm機関砲13門（連装4、単装5）を追加した。1955年に改装が完了したが、1956年に予備艦となった。1960年7月1日に除籍。1962年4月1日に売却され、1963年にイースタッドで解体された。
- 航空巡洋艦時代の写真。
- 艦尾側からの画像。甲板上のクレーン、S9が見える。
- カタパルトを旋回・伸展させ、発進直前のS9。後部連装主砲の砲身の間に揚収用クレーンが見える（1935年）。
- 右舷に向けられた艦首連装主砲塔とケースメイト配置の単装砲（1939年）。
- ストックホルム海上の沿岸艦隊。3隻目がゴトランド（1937年）。
- 防空巡洋艦に改装後の姿（1944年）。
- 後部甲板上の40mm機関砲。15cm連装砲塔は右舷を指向している（1944 - 1945年）。

### 注
1. ↑  航空巡洋艦について[9] こゝに面白いのは航空巡洋艦の設計のことである。これは古くからアメリカにその思想の發端を見てゐるのであるが、まだ現實の問題としては現はれてゐない。瑞典(スエーデン)に一寸この思想をとり入れた艦が出來たかに聞いてゐるが、こゝに描いたのもその一例である。(以下略)
2. ↑  1942年（昭和17年）6月上旬のミッドウェー海戦で大破した最上型重巡洋艦の最上は、大修理時に後部主砲2基を撤去、飛行甲板を設置して航空巡洋艦となった[12]。
3. ↑  ビスマルク沈没後、イギリス海軍本部はスウェーデンの情報機関に「5月20日の貴下の第2058電（ビスマルクとプリンツオイゲン遭遇電）は一連の作戦の口火となり、昨日のビスマルクの撃沈をもたらした。その功績は、賞賛に値いする。」と連絡した[16]。
4. ↑  当時の水上機は格納庫に格納する必要が無いことも理由として挙げられる[18]。
5. ↑  原型はホーカー・エアクラフト社のホーカー・ハート複葉複座軽爆撃機で、フロートを装着すると艦載水上偵察機になった[24]。これがオスプレイとよばれた[25]。
6. ↑  英語では海錨を指すDrag sailと表記されることもある[2][3]。
7. ↑  装甲巡洋艦フィルギア (HMS Fylgia) [34]と敷設巡洋艦クロース・フレミング（英語版） (HMS Clas Fleming) は改装中[35]。
8. ↑  スウェーデン領海に近づく外国艦船について通報するのは、ゴトランドの日常任務の一つだった[40]。
9. ↑  25mm連装機関砲2基4門を追加したとする説もある[45]。
10. ↑  1月4日とする説もある[2]。

## 参考図書
- 大内健二「第3章 航空巡洋艦」『航空戦艦「伊勢」「日向」航空母艦と戦艦を一体化させた恐るべき軍艦 付・航空巡洋艦』光人社〈光人社NF文庫〉、2014年6月。ISBN 978-4-7698-2834-1。
- ルードヴィック・ケネディ 著、内藤一郎 訳『戦艦ビスマルクの最期』早川書房〈ハヤカワ文庫〉、1982年9月。ISBN 4-15-050082-7。
- 福井静夫 著「世界軽巡洋艦の話」、阿部安雄、戸高一成 編『福井静夫著作集 ― 軍艦七十五年回想 第八巻 世界巡洋艦物語』光人社、1994年6月。ISBN 4-7698-0656-6。
- 福井静夫 著「第九章 水上機母艦について」、阿部安雄、戸高一成 編『新装版 福井静夫著作集 ― 軍艦七十五年回想 第三巻 世界空母物語』光人社、2008年8月。ISBN 978-4-7698-1393-4。
- ブルカルト・フォン・ミュレンハイム＝レッヒベルク 著、佐和誠 訳『巨大戦艦ビスマルク 独・英艦隊、最後の大海戦』早川書房〈ハヤカワ文庫〉、2002年7月。ISBN 4-15-050269-2。
- 本吉隆（著）、田村紀雄、吉原幹也（図版）『第二次世界大戦 世界の巡洋艦 完全ガイド』イカロス出版株式会社、2018年12月。ISBN 978-4-8022-0627-3。
  - 文／本吉隆 図版／田村紀雄、吉原幹也「ソ連／アルゼンチン／オランダ／スペイン／スウェーデンの巡洋艦」
- Curt Borgenstam、Per Insulander、Bertil Åhlund (1993), Kryssare : med svenska flottans kryssare under 75 år (1:a ed.), CB Marinlitteratur, ISBN 91-970700-68
- 国立国会図書館デジタルコレクション - 国立国会図書館
  - 長野邦雄「六、航空母艦の戰闘」『国防科学図解兵器』柴山教育出版社、1943年11月。